# قمة مجلس التعاون الخليجي ودول آسيا الوسطى 2023
قمة مجلس التعاون الخليجي ودول آسيا الوسطى 2023 ، هي أول قمة بين دول مجلس التعاون الخليجي مع مجموعة دول آسيا الوسطى المعروفة باسم دول "ستان الخمس (C5)"، عقدت القمة في يوم الأربعاء 19 يوليو 2023 في مدينة جدة بالمملكة العربية السعودية برئاسة صاحب السمو الملكي الأمير محمد بن سلمان آل سعود ولي العهد رئيس مجلس الوزراء بالمملكة العربية السعودية نيابتاً عن خادم الحرمين الشريفين الملك سلمان بن عبدالعزيز آل سعود ملك المملكة العربية السعودية وعقدت القمة تزامنا عقد اللقاء التشاوري الثامن عشر لقادة دول مجلس التعاون الخليجي. 
عقدت القمة بحضور قادة وممثلين عن دول مجلس التعاون الخليجي العربي الست، وهي السعودية والكويت والبحرين وقطر والإمارات وسلطنة عمان، وقادة وممثلين عن دول آسيا الوسطى الخمس، وهي أوزبكستان وتركمانستان وكازاخستان وطاجيكستان وقيرغيزستان، لبحث "تعزيز التعاون والتنسيق في مختلف المجالات". حيث تهدف لتعزيز علاقات دول مجلس التعاون مع دول آسيا انطلاقا من مبادئ وأهداف مجلس التعاون المنصوص عليها في النظام الأساسي لعام 1981". كما تهدف إلى إيجاد نوع من الشراكة وتطوير الآليات لضمان استدامة  التشاور والحوار وتطوير التعاون.

## المشاركون

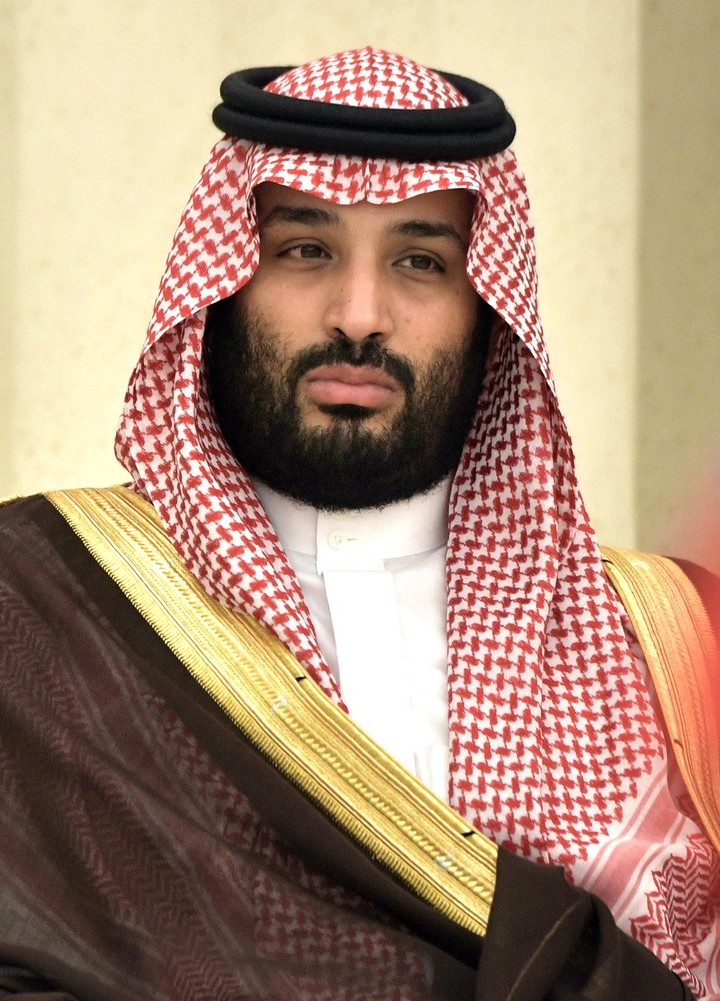
السعودية صاحب السمو الملكي الأمير محمد بن سلمان آل سعود ولي العهد رئيس مجلس الوزراء (رئيس الأجتماع)
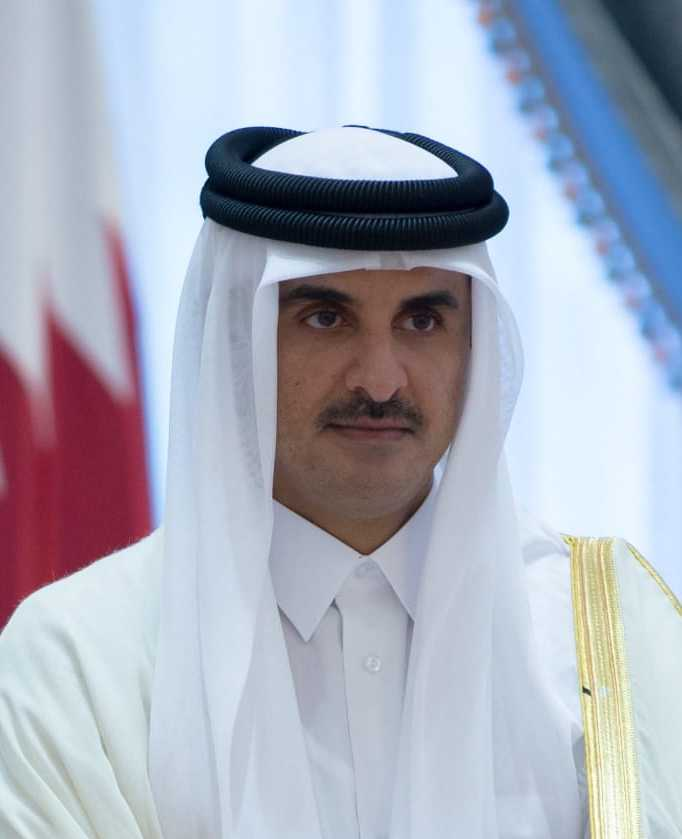
قطر صاحب السمو الشيخ تميم بن حمد آل ثاني أمير دولة قطر
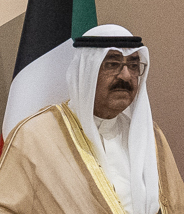
الكويت سمو الشيخ مشعل الأحمد الجابر الصباح ولي عهد دولة الكويت
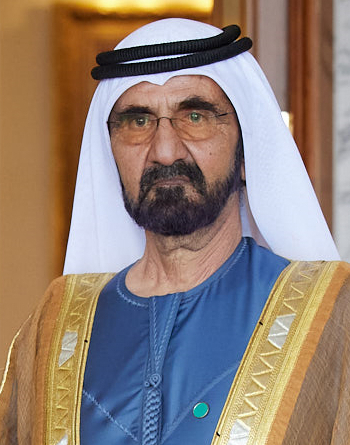
الإمارات العربية المتحدة صاحب السمو الشيخ محمد بن راشد آل مكتوم نائب رئيس الدولة رئيس مجلس الوزراء حاكم دبي
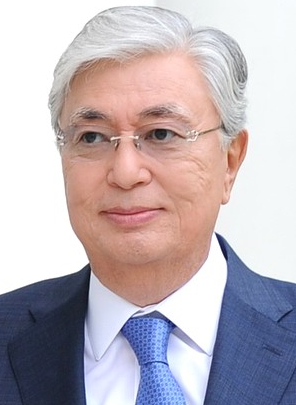
كازاخستان فخامة الرئيس قاسم جومارت توقاييف رئيس جمهورية كازاخستان
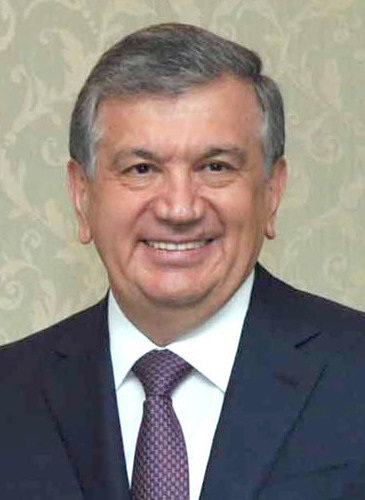
أوزبكستان فخامة الرئيس شوكت ميرضيايف رئيس جمهورية أوزبكستان
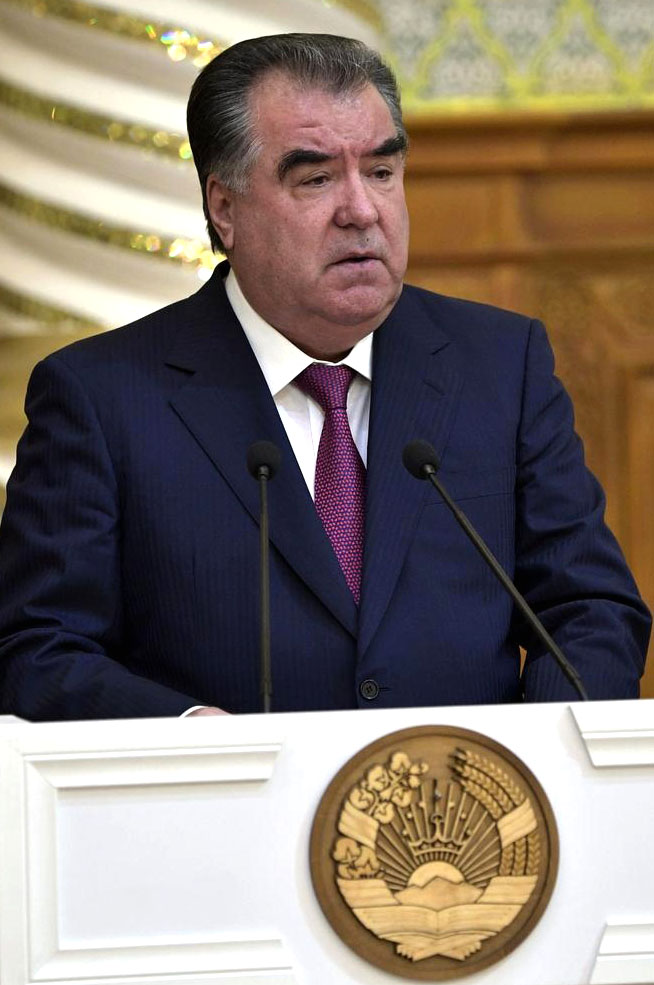
طاجيكستان فخامة الرئيس إمام علي رحمن رئيس جمهورية طاجيكستان
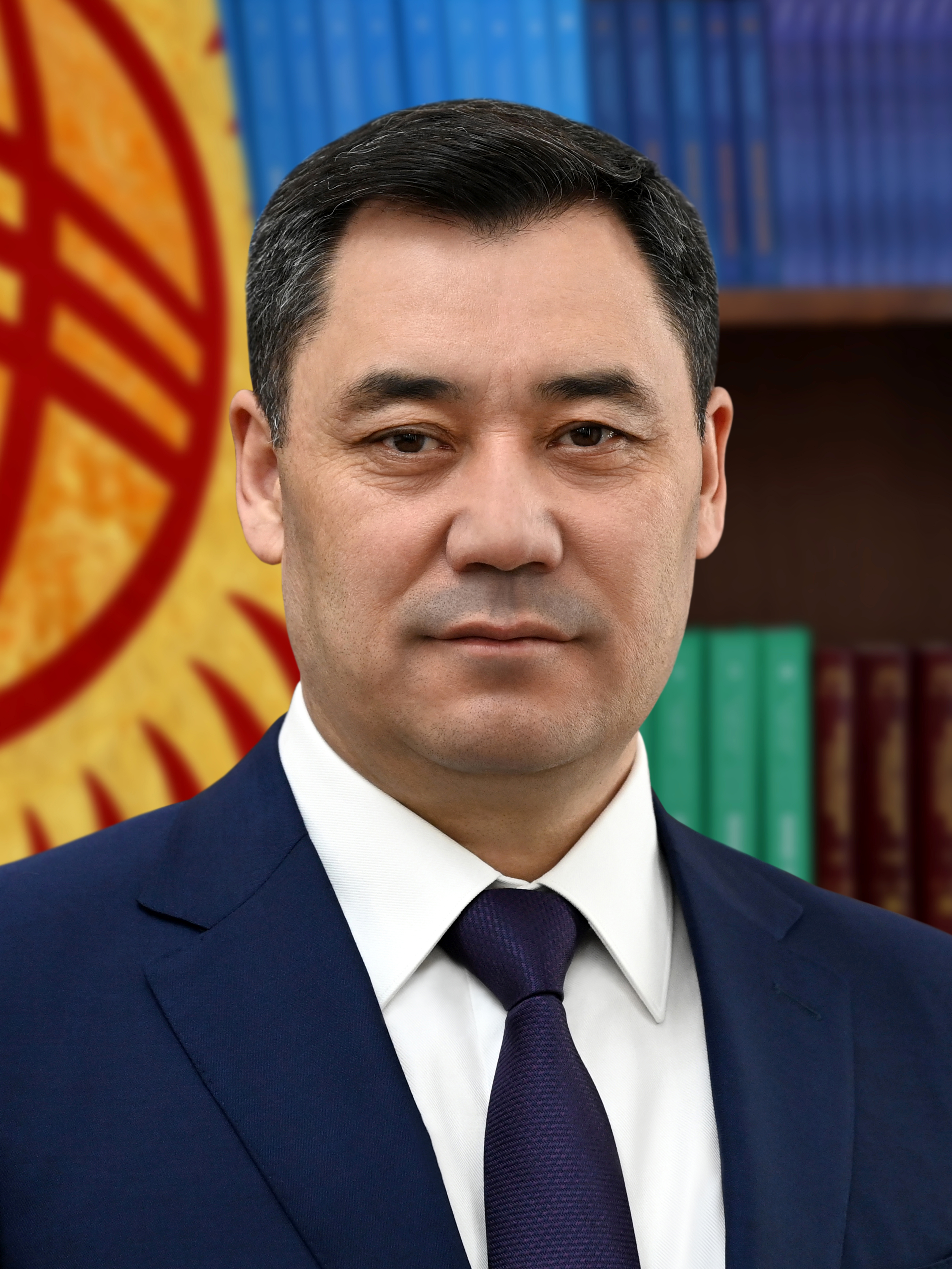
قرغيزستان فخامة الرئيس صدير جاباروف رئيس جمهورية قرغيزستان
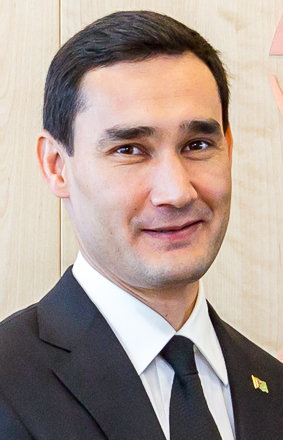
تركمانستان فخامة الرئيس سردار بردي محمدوف رئيس جمهورية تركمانستان
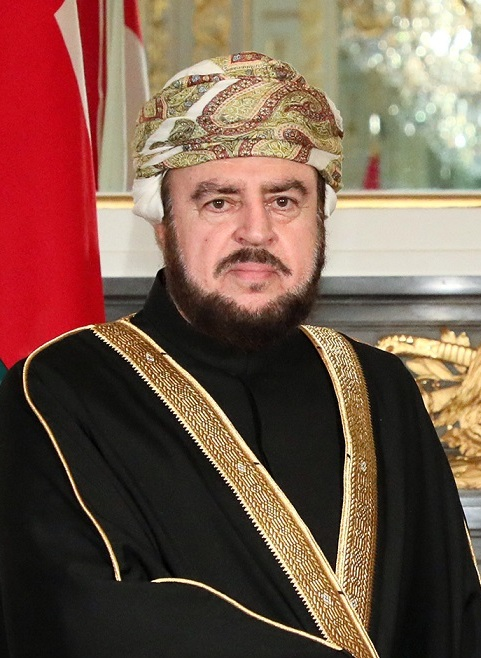
عُمان صاحب السمو السيد أسعد بن طارق آل سعيد نائب رئيس الوزراء لشؤون العلاقات والتعاون الدولي
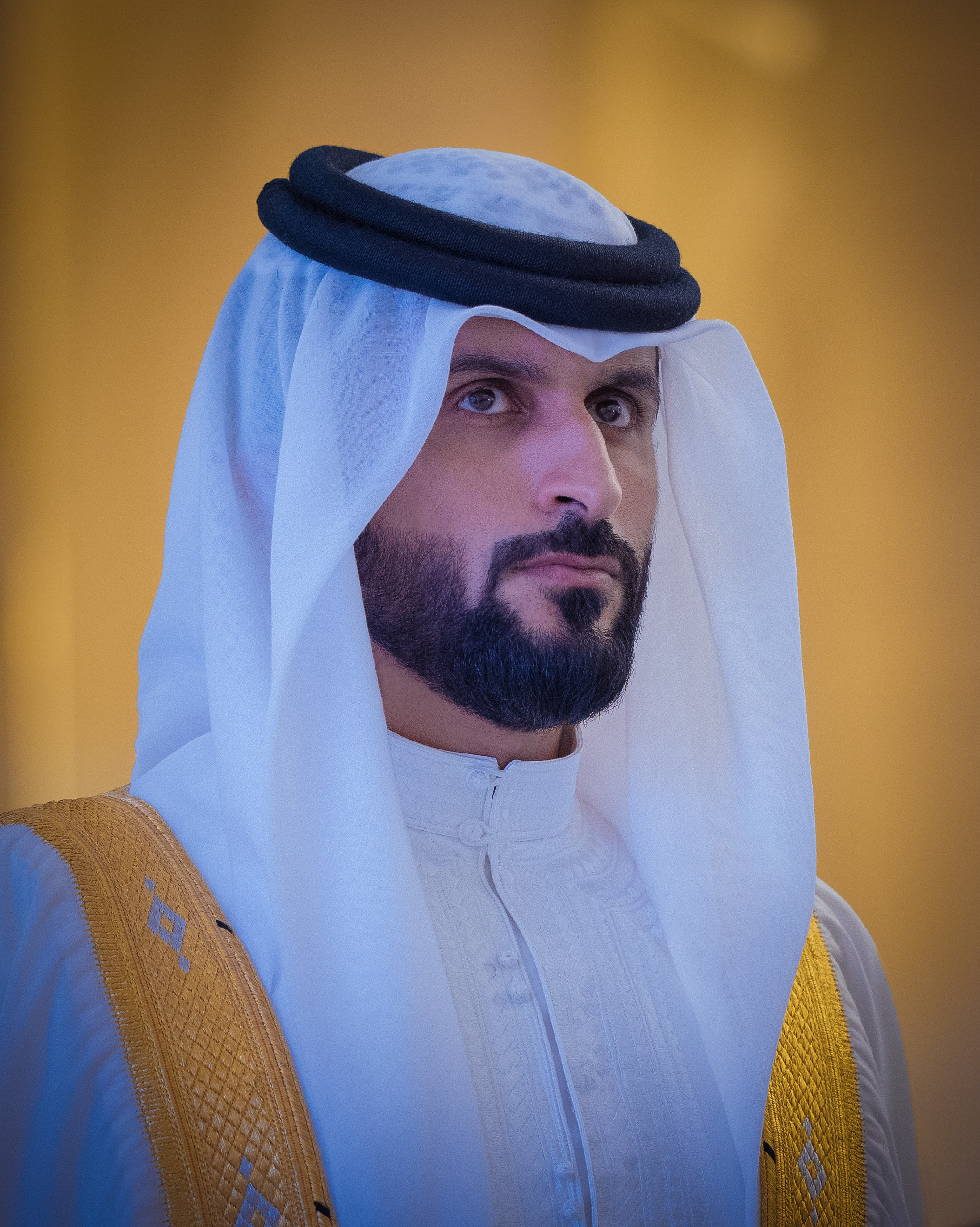
البحرين سمو الشيخ ناصر بن حمد آل خليفة ممثل جلالة الملك للأعمال الإنسانية وشؤون الشباب مستشار الأمن الوطني
مجلس التعاون الخليجي معالي السيد جاسم محمد البديوي أمين عام مجلس التعاون لدول الخليج العربية

## انظر ايضا
- القمة الخليجية مع دول رابطة الآسيان 2023

- القمة الخليجية التركية 2023